# Clappertonia
Clappertonia é um género botânico pertencente à família Malvaceae.
1. ↑  «Clappertonia — World Flora Online». www.worldfloraonline.org. Consultado em 19 de agosto de 2020